# Sveindís Jane Jónsdóttir
Sveindís Jane Jónsdóttir, född den 5 juni 2001, är en isländsk fotbollsspelare.

## Biografi
Sveindís Jane Jónsdóttir inledde sin seniorkarriär i Keflavik år 2015. 2021 värvades hon av VfL Wolfsburg varifrån hon lånades ut till Kristianstad. 2025 kontrakterades hon av Angel City FC. Hon har även representerat det isländska damlandslaget där hon debuterade 2020.